# Rodney Mundy

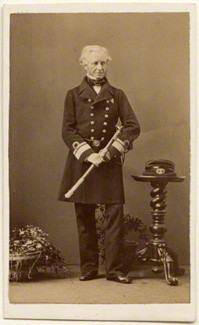
Admiral of the Fleet Sir George Rodney Mundy

Sir George Rodney Mundy, GCB (* 19. April 1805 in London; † 23. Dezember 1884 ebenda) war ein britischer Seeoffizier der Royal Navy und zuletzt Flottenadmiral, der unter anderem von 1867 bis 1869 Oberkommandierender der Marinestation Nordamerika und Westindien (Commander-in-Chief, North America and West Indies Station) sowie zwischen 1872 und 1875 Oberkommandierender der Marinebasis Portsmouth (Commander-in-Chief, Portsmouth) war.

## Leben

### Familiäre Herkunft, Ausbildung und Verwendungen als Seeoffizier
George Rodney Mundy war der jüngere Sohn von General Godfrey Basil Meynell Mundy († 1848) und Sarah Brydges Rodney (1780–1871), eine Tochter von Flottenadmiral George Rodney, 1. Baron Rodney (1718–1792). Sein jüngerer Bruder war Generalmajor Pierrepont Henry Mundy (1815–1889). Seine Schwester Rosamund Mundy († 1883) war die Ehefrau des langjährigen Mitglieds des Unterhauses (House of Commons), Charles Morgan Robinson Morgan (1792–1875), der nach seiner Erhebung zum 1. Baron Tredegar 1859 Mitglied des Oberhauses (House of Lords) wurde. Er begann am 5. Februar 1818 seine Ausbildung am Royal Naval College in Portsmouth und nahm zwischen dem 19. Dezember 1819 und 1821 als Freiwilliger an Bord der Fregatte HMS Phaeton an einer Fahrt nach Halifax teil. Nach seiner Rückkehr diente er von 1822 bis 1826 nacheinander als Midshipman an Bord der Fregatte HMS Euryalus, der HMS Blanche, des Linienschiffs HMS Rochfort, des Linienschiffs HMS Wellesley, der Brigg-Sloop HMS Jaseur, der Fregatte HMS Thetis und schließlich des Linienschiffs HMS Cambridge.

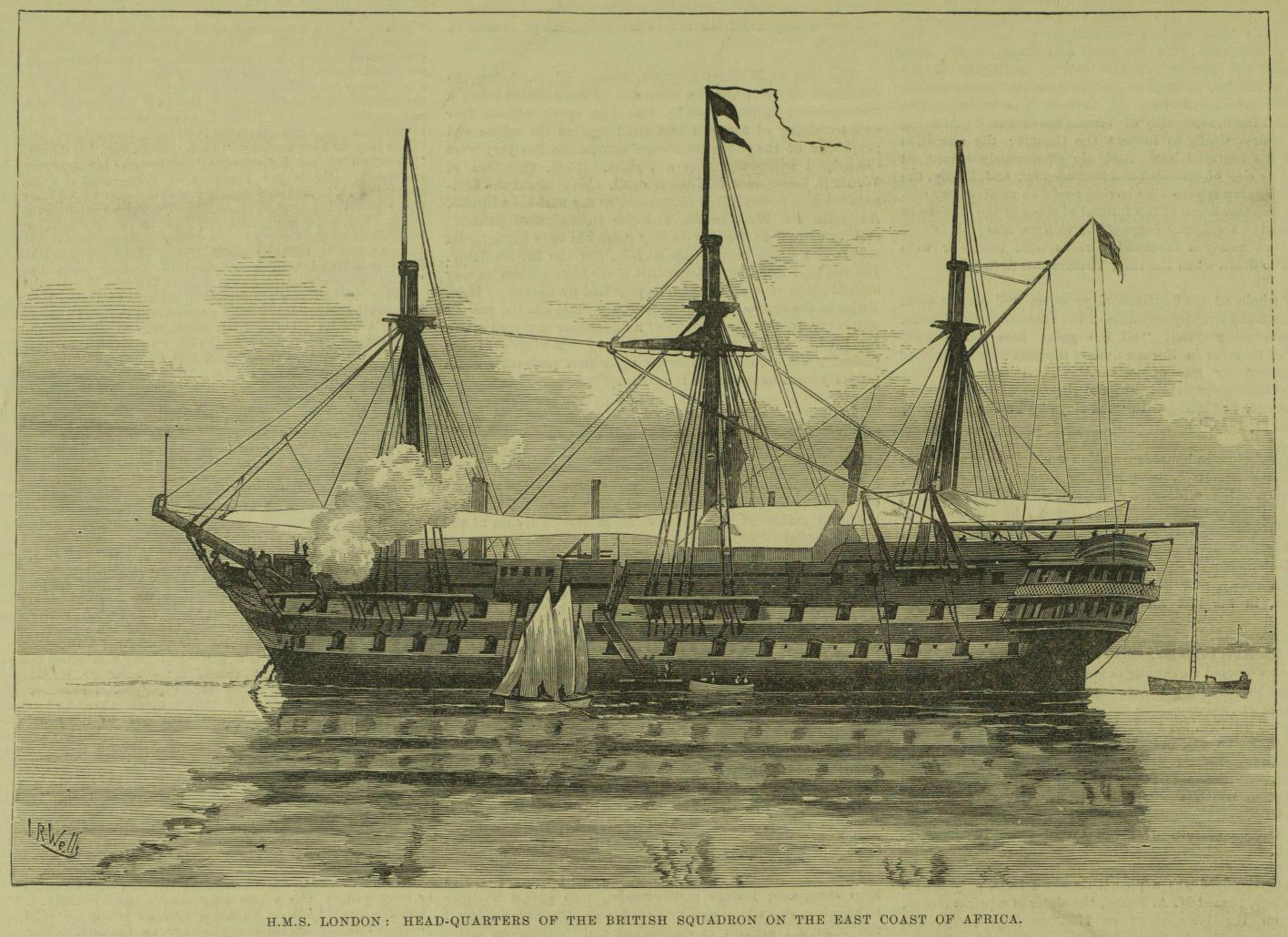
Captain Mundy war zwischen 1851 und 1853 mit kurzer Unterbrechung Kommandant des Linienschiffs HMS London.

Nach seiner Beförderung zum Lieutenant am 4. Februar 1826 fand er bis zum 25. September 1827 Verwendung auf der Brigg-Sloop Eclair, die zur Marinestation Südamerika (South America Station) gehörte, sowie danach zwischen dem 5. Februar 1828 und dem 25. August 1828 erst auf dem Linienschiff Victory in der Marinebasis Portsmouth sowie auf der Challenger und Fregatte Pyramus mit der er nach Lissabon beziehungsweise von dort zurück nach Portsmouth segelte. Er wurde am 25. August 1833 zum Commander befördert und war zwischen dem 29. August 1833 und dem 9. Januar 1837 Kommandant der zur Mittelmeerflotte (Mediterranean Fleet) gehörenden Sloop Favourite.
Am 10. Januar 1837 wurde Mundy zum Captain befördert und war zwischen dem 4. Oktober 1842 und dem 15. August 1843 Kommandant der zum Westafrika-Geschwader (West Africa Squadron) gehörenden Fregatte HMS Iris. Nur zwei Monate später übernahm er am 18. Oktober 1843 erneut das Kommando über die Fregatte HMS Iris, mit der er nunmehr bis August 1847 von der Marinestation Ostindien (East Indies Station) sowie der Marinestation China (China Station) ausgehend Operationen gegen die Piraterie bei Borneo durchführte. Nach seiner Rückkehr war er vom 28. Juni 1851 bis Januar 1852 erst Kommandant des Linienschiffs HMS London sowie danach zwischen Januar und dem 1. April 1852 Kommandant des Linienschiffs HMS Waterloo, die beide als Flaggschiff des Oberkommandierenden des Marinestützpunktes Sheerness (Commander-in-Chief, Sheerness), Vizeadmiral Josceline Percy, dienten. Anschließend war er vom 1. April 1852 bis zum 16. April 1853 im Marinestützpunkt Sheerness abermals Kommandant der HMS London.
Mundy war außerdem zwischen dem 17. Juli 1854 und dem 2. April 1857 Kommandant des Linienschiffs HMS Nile, die während des Krimkrieges bis 1856 in der Ostsee zum Einsatz kam und danach zur Marinestation Nordamerika und Westindien (North America and West Indies Station) versetzt wurde.

### Aufstieg zumAdmiral of the Fleet

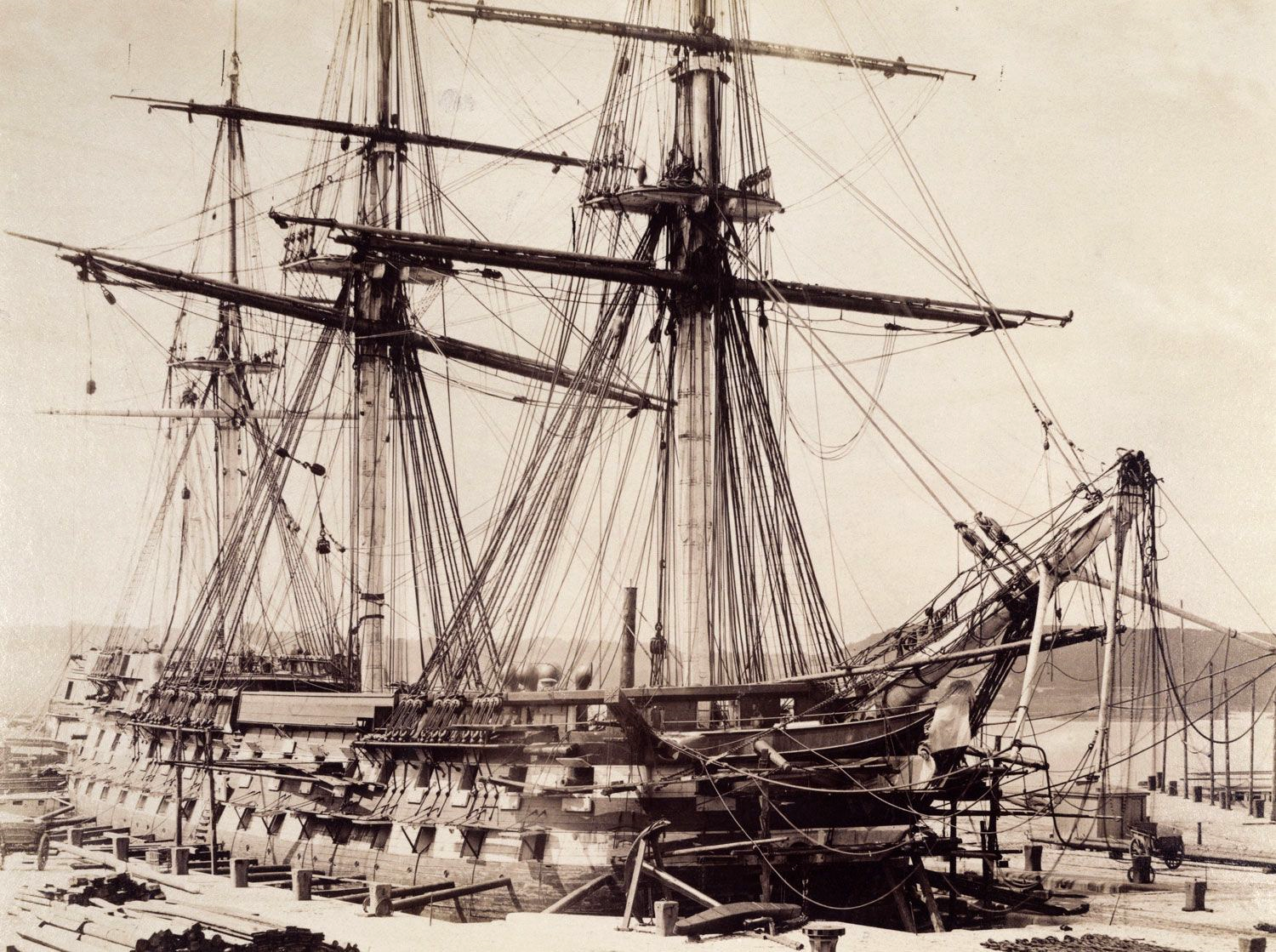
Das Linienschiff HMS Hannibal war von 1859 bis 1860 sein Flaggschiff als stellvertretender Oberkommandierender der Mittelmeerflotte.

Nach seiner Beförderung zum Rear-Admiral am 30. Juli 1857 war er zwischen dem 28. April 1859 und 1860 stellvertretender Oberkommandierender der Mittelmeerflotte (Second-in-Command, Mediterranean Fleet) mit dem Linienschiff HMS Hannibal als Flaggschiff. Für seine Verdienste wurde er zudem am 23. Juni 1859 Companion des Order of the Bath (CB). 1861 übernahm er den Posten als Kommandeur eines Geschwaders, das vor der Küste Syriens zum Einsatz kam. Er wurde am 15. November 1862 als Knight Commander des Order of the Bath (KCB) geadelt, so dass er fortan das Prädikat „Sir“ führte. Am 15. Dezember 1863 erfolgte seine Beförderung zum Vice-Admiral. Als solcher wurde er am 10. Januar 1867 als Nachfolger von Vizeadmiral Sir James Hope Oberkommandierender der Marinestation Nordamerika und Westindien (Commander-in-Chief, North America and West Indies Station) mit dem Schlachtschiff HMS Royal Alfred als Flaggschiff. Er hatte dieses Kommando bis zum 30. Juni 1869 inne und wurde danach von Vizeadmiral Sir George Wellesley abgelöst. In dieser Funktion erfolgte am 1. Juni 1869 auch seine Beförderung zum Admiral.
Zuletzt übernahm Admiral Sir Rodney Mundy am 1. März 1872 abermals von Admiral Sir James Hope den Posten als Oberkommandierender der Marinebasis Portsmouth (Commander-in-Chief, Portsmouth) und bekleidete diesen bis zum 1. März 1875, woraufhin Admiral Sir George Elliot seine dortige Nachfolge antrat. Sechs Wochen später trat er am 19. April 1875 mit dem Rang eines Admirals in den Ruhestand. Er wurde am 2. Juli 1877 auch zum Knight Grand Cross des Orders of the Bath (GCB) erhoben, sowie am 27. Dezember 1877 ehrenhalber in den Rang eines Admiral of the Fleet on the Retired List befördert.
Am 21. Dezember 1863 übernahm er des Weiteren die Position als Vice-Admiral of the Blue Squadron, nachdem er vorher seit dem 13. Oktober 1862 Rear-Admiral of the Red Squadron war, seit dem 16. Mai 1859 Rear-Admiral of the White sowie seit dem 5. August 1857 Rear-Admiral of the Blue war.

## Veröffentlichungen
- Narrative of events in Borneo and Celebes down to the occupation of Labuan, 1848
- HMS Hannibal at Palermo and Naples during the Italian revolution, with notices of Garibaldi, Francis II, and Victor Emmanuel, 1863

## Hintergrundliteratur
- Tony Heathcote: The British Admirals of the Fleet 1734–1995, Pen & Sword, 2002, ISBN 0-85052-835-6.
- Graham Saunders: A History of Brunei, Routledge, 2013, ISBN 978-1-136-87394-2.